# Диявольська лялька
«Диявольська лялька» (англ. The Devil-Doll) — американський фільм жахів режисера Тода Броунінга 1936 року. Екранізація новели Абрахама Мерріта.

## Сюжет
Ставши жертвою махінації, банкір Пол Лавонд потрапляє на каторгу. Він тікає звідти разом з хіміком Марселем, який винайшов спосіб зменшувати людей. Втікачі зупиняються в будинку Марселя разом з його дружиною Малітою, яка весь цей час продовжувала експерименти. Через деякий час хімік вмирає, але Лавонд збирається використовувати його винахід, щоб помститися своїм колишнім партнерам, через яких він несправедливо опинився у в'язниці. Під ім'ям мадам Манделіп він перебирається до Парижа, зменшує свого колишнього помічника Радіна, перетворивши його в диявольську ляльку, яка підкоряється його наказам. Радін вбиває іншого помічника банкіра і краде коштовності його дружини. Третій партнер, переляканий, признається в махінаціях, які призвели до розорення Лавонда. Пол зникає, залишивши свою дочку Лорейн багатою і щасливою.

## У ролях
- Лайонел Беррімор — Пол Лавонд
- Морін О'Салліван — Лорейн
- Френк Лоутон — Тото
- Рафаела Оттіано — Маліта
- Роберт Грег — Кольвет
- Люсі Бомонт — мадам Лавонд
- Генрі Б. Волтголл — Марсель
- Грейс Форд — Лечна
- Педро Де Кордоба — Матін
- Артур Гол — Радін
- Хуаніта Квіглі — Маргарита
- Клер Дю Брі — мадам Кольвет
- Ролло Ллойд — детектив
- Е. Елін Воррен — комісар